# Bisdom Kaga-Bandoro

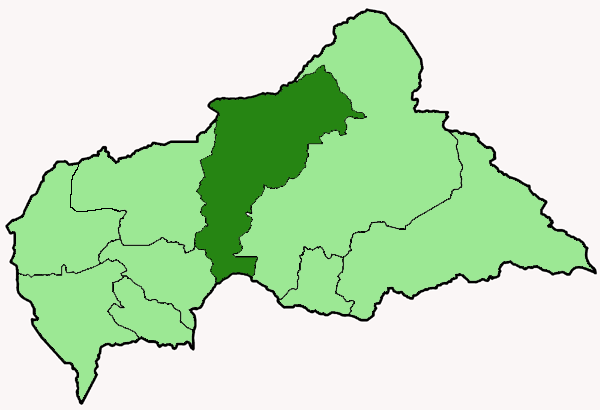
Het bisdom Kaga-Bandoro binnen de Centraal-Afrikaanse Republiek

Het bisdom Kaga–Bandoro (Latijn: Dioecesis Kagiensis-Bandorensis) is een van de negen rooms-katholieke bisdommen van de Centraal-Afrikaanse kerkprovincie en is suffragaan aan het aartsbisdom Bangui. De huidige bisschop van Kaga–Bandoro is Albert Vanbuel.

## Geschiedenis
- 28 juni 1997: Oprichting als bisdom Kaga–Bandoro uit een deel van het aartsbisdom Bangui

## Speciale kerken
De kathedraal van het bisdom Kaga–Bandoro is de kathedraal Sint-Theresia van het Kind Jezus (cathédrale Sainte Thérèse de l'Enfant Jésus) in Kaga–Bandoro.

## Leiderschap
- Bisschop van Kaga–Bandoro
  - Bisschop François-Xavier Yombandje (28 juni 1997 – 3 april 2004)
  - Bisschop Albert Vanbuel (sinds 16 juli 2005)